# Episodi di Poldark (serie televisiva 2015) (seconda stagione)
La seconda stagione della serie televisiva Poldark è stata trasmessa nel Regno Unito per la prima volta dall'emittente BBC One dal 4 settembre al 6 novembre 2016.
In Italia, la stagione è andata in onda in prima visione sul canale satellitare La EFFE dall'8 settembre al 6 ottobre 2017.
| nº | Titolo originale | Titolo italiano | Prima TV UK       | Prima TV Italia   |
| -- | ---------------- | --------------- | ----------------- | ----------------- |
| 1  | Episode 1        | Episodio 1      | 4 settembre 2016  | 8 settembre 2017  |
| 2  | Episode 2        | Episodio 2      | 11 settembre 2016 | 8 settembre 2017  |
| 3  | Episode 3        | Episodio 3      | 18 settembre 2016 | 15 settembre 2017 |
| 4  | Episode 4        | Episodio 4      | 25 settembre 2016 | 15 settembre 2017 |
| 5  | Episode 5        | Episodio 5      | 2 ottobre 2016    | 22 settembre 2017 |
| 6  | Episode 6        | Episodio 6      | 9 ottobre 2016    | 22 settembre 2017 |
| 7  | Episode 7        | Episodio 7      | 16 ottobre 2016   | 29 settembre 2017 |
| 8  | Episode 8        | Episodio 8      | 23 ottobre 2016   | 29 settembre 2017 |
| 9  | Episode 9        | Episodio 9      | 30 ottobre 2016   | 6 ottobre 2017    |
| 10 | Episode 10       | Episodio 10     | 6 novembre 2016   | 6 ottobre 2017    |